# Hipótesis de Navier-Bernoulli

La hipótesis de Navier-Bernoulli (denominada también como hipótesis de Navier) es un enunciado sobre la mecánica de sólidos deformables, más exactamente es un hipótesis cinemática sobre el campo de desplazamientos de una pieza alargada o prisma mecánico. El principio afirma que 

dos secciones transversales inicialmente planas y paralelas siguen siendo planas aunque no paralelas a lo largo del proceso de deformación, incluso en la región plástica.

Esto implica que secciones que eran paralelas acabarán formando un pequeño ángulo. Además se puede comprobar que existe una superficie de puntos denominados fibra neutra, en la cual las distancias medidas sobre dicha superficie antes y después de la deformación se mantienen (antes de la deformación la fibra neutra es plana, después de la deformación es curva, aunque las distancias se mantienen).

## Consecuencias
Ese principio junto con algunas consideraciones adicionales permite establecer que en un prisma mecánico recto sometido a flexión simple las deformaciones pueden estimarse aproximadamente mediante la relación:

{\displaystyle \varepsilon _{y}=-{\frac {y}{\rho _{c}}}}

donde:
{\displaystyle y\,}, la distancia de un punto de la fibra neutra al punto considerado.
{\displaystyle \rho _{c}\,}, el radio de curvatura del eje baricéntrico del prisma.
Esa expresión permite derivar la fórmula de Navier para la flexión de vigas. La teoría de placas de Love-Kirchhoff usa una generalización de la hipótesis de Navier-Bernoulli al caso de placas planas.
El establecimiento de esta hipótesis permite asentar el conocimiento necesario para el estudio de los cuerpos deformables en el caso de verse sometidos a fuerzas axiles: compresión y extensión. Es, por lo tanto una de las hipótesis fundamentales en el estudio de la resistencia de materiales, permitiendo obtener el estado tensional completo en cada punto de una sección de forma exacta. Se aplica a los materiales de construcción más diversos como puede ser el acero, el hormigón. La hipótesis habiéndose formulado para piezas rectas, es aplicable igualmente a piezas curvas gracias a la aplicación de secciones diferenciales. Esta hipótesis cinemática es muy común en la representación para la flexión de vigas y arcos, junto con la hipótesis de Timoshenko.